# Тръба (вестник)
Вижте пояснителната страница за други значения на тръба.
Вестник „Тръба“ е местно ръкописно издание, излизало във възрожденска Копривщица. Пълното му название е „Тръба. Лист за шарени работи“.
Поради хумористичната си насоченост изследователите считат, че освен за просветителско дело в град Копривщица може да се говори и за развиващо се обществено мнение и обществена критика. Хумористично-сатиричният тон на списвания вестник, от който има запазен само един екземпляр на бр. 7 от 20 януари 1872 година, се занимава с известна критика на някои обществени недъзи. Екземплярът се съхранява в архива на Дирекция на музеите – Копривщица.
Името на редактора издател не е известно, но се знае, че трудовете си е подписвал с псевдонима Бачко. За това, че вестникът е съществувал доста по-рано от 1872 г. и че невинаги е имал хумор в речта си, говорят сведенията за неговата съпричастност към просветната дейност на основаното през 1869 година народно читалище „Неофит Рилец“ в Копривщица.
В бележка под линия редакторът на „Юбилеен сборник по миналото на Копривщица“ споделя, че Грую Генчов изказва предположение за псевдонима „Бачко“. В Копривщица по това време живеела някоя си баба Немирка, дошла в града от Букурещ. Нейният син прекарва известно време в града и има съмнение, че той е редакторът на вестника. В същия коментар се упоменава, че близък до редакцията на вестника е и възрожденският учител Христо Попмарков.

## Мото на вестник „Трѫба“
Тръба бучи в Гръми долъ,

Гласатъ ѝ чакъ в Косьов долъ,

На коприщенци ечи,

Да прогледнатъ те с óчи.